# Kanton Fours
Der Kanton Fours war bis 2015 ein französischer Wahlkreis im Arrondissement Château-Chinon (Ville), im Département Nièvre und in der Region Burgund; sein Hauptort war Fours, Vertreter im Generalrat des Départements war von 1995 bis 2011 Gérard Genty, ihm folgte Michel Mulot nach. 
Der Kanton war 256,08 km² groß und hatte 4.700 Einwohner (Stand 2006). 

## Gemeinden
Der Kanton bestand aus zehn Gemeinden:
| Gemeinde               | Einwohner Jahr | Fläche km² | Bevölkerungsdichte | Code INSEE | Postleitzahl |
| ---------------------- | -------------- | ---------- | ------------------ | ---------- | ------------ |
| Cercy-la-Tour          | 1.861 (2013)   | –          | – Einw./km²        | 58046      | 58340        |
| Charrin                | 599 (2013)     | –          | – Einw./km²        | 58060      | 58300        |
| Fours                  | 685 (2013)     | –          | – Einw./km²        | 58118      | 58250        |
| Montambert             | 139 (2013)     | –          | – Einw./km²        | 58172      | 58250        |
| La Nocle-Maulaix       | 294 (2013)     | –          | – Einw./km²        | 58195      | 58250        |
| Saint-Gratien-Savigny  | 110 (2013)     | –          | – Einw./km²        | 58243      | 58340        |
| Saint-Hilaire-Fontaine | 185 (2013)     | –          | – Einw./km²        | 58245      | 58300        |
| Saint-Seine            | 225 (2013)     | –          | – Einw./km²        | 58268      | 58250        |
| Ternant                | 220 (2013)     | –          | – Einw./km²        | 58289      | 58250        |
| Thaix                  | 63 (2013)      | –          | – Einw./km²        | 58290      | 58250        |

## Bevölkerungsentwicklung
| 1962 | 1968 | 1975 | 1982 | 1990 | 1999 | 2006 |
| ---- | ---- | ---- | ---- | ---- | ---- | ---- |
| 5538 | 5757 | 5714 | 5532 | 5078 | 4795 | 4700 |